# Sálfalva község
Sálfalva község (románul: Comuna Mihăileni) község Szeben megyében, Romániában. Központja Sálfalva, beosztott falvai Mardos, Mártonfalva, Rovás, Salkó.

## Fekvése
A Küküllőmenti-dombvidéken helyezkedik el, átlagosan 580-600 méter tengerszint feletti magasságon. A legmagasabb pontja (624 méter) Mártonfalva területén található. Szeben megye északi részén helyezkedik el, Nagyszebentől 47, Kiskapustól 28, Medgyestől 50, Szentágotától 32 kilométerre. A Nagyselyket Szentágotával összekötő DJ 141 megyei úton közelíthető meg, Nagyselyktől 17 kilométerre. A legközelebbi vasútállomás Nagyselyken van. Szomszédos községek: északon Nagybaromlak, délen Alcina és Újegyház, keleten Bürkös és Muzsna, nyugaton Nagyselyk.

## Népessége
1850-től a népesség alábbiak szerint alakult:
| Lakosok száma | 2389 | 2707 | 2702 | 2698 | 3100 | 1806 | 1035 | 1062 | 1036 | 973  |
|               | 1850 | 1880 | 1900 | 1920 | 1941 | 1977 | 1992 | 2002 | 2011 | 2021 |

A 2011-es népszámlálás adatai alapján a község népessége 1036 fő volt, melynek 71,62%-a román, 23,46%-a roma és 2,12%-a német. Vallási hovatartozás szempontjából a lakosság 89,29%-a ortodox, 2,61%-a a Keresztyén Testvérgyülekezet tagja, 1,83%-a pünkösdista, 1,83%-a ágostai hitvallású evangélikus és 1,06%-a görögkatolikus.

## Nevezetességei
A község területéről az alábbi épületek szerepelnek a romániai műemlékek jegyzékében:
- a mardosi erődtemplom (LMI-kódja SB-II-a-B-12468)
- a mártonfalvi erődtemplom (SB-II-a-B-12459)

Országos szinten védett terület a sálfalvi szoros.

## Híres emberek
- Mardoson született Christian Barth (1584-1652) evangélikus püspök.[7]
- Sálfalván született Pavel Leb (1790 körül–1888) pap, 1848-as forradalmár.[8]